# Savannah Sand Gnats
I Savannah Sand Gnats erano una squadra di baseball che giocava nella Minor League Baseball, affiliata in ultimo ai New York Mets della Major League Baseball (MLB), giocavano nello stadio Grayson Stadium che contava circa 5.700 posti a sedere.
La squadra venne fondata nel 1984 come Savannah Cardinals e fu affiliata ai St. Louis Cardinals fino al 1995 vincendo ben due titoli. Il primo dopo un record di 94 vittorie e 48 sconfitte con il primo posto nella division, mentre il secondo con il record di 82 vinte e 55 sconfitte.
Nel 1996 venne affiliata con i Los Angeles Dodgers, ottenendo con un record di 72 vittorie e 69 sconfitte il titolo per la loro terza volta.
Dal 1998 al 2002 vennero affiliati ai Texas Rangers e poi successivamente fino al 2006 ai Montreal Expos, diventati poi Washington Nationals
Nel 2007 passarono ai New York Mets. Nella prima parte della stagione 2013 vinsero la Southern Division con il record di 43 vittorie e 26 sconfitte. Ai playoffs eliminarono gli Augusta GreenJackets per 2-0 e in finale batterono per 3-1 gli Hagerstown Suns, vincendo dopo 17 anni il loro quarto e ultimo titolo. 
Nel 2016 la squadra venne collocata a Columbia, cambiando nome in Columbia Fireflies.
| Controllo di autorità | VIAF (EN) 4965153184551627100001 · LCCN (EN) no2018090509 |